# Robert Cruickshank (1845–1896)
För andra betydelser, se Cruickshank.
Robert Cruickshank, född 1845, död 1896, var en bagare från Glasgow i Skottland.
Cruickshank kom med fru och fyra barn och ytterligare fem skotska bagare och flyttade till Kungälv för att lära ut konsten att baka kex. Cruickshank blev delägare i Göteborgs kexfabrik (som startades 1889). Namnet Mariekex hade Cruickshank också med sig. Det hade fått sitt namn efter den ryska storfurstinnan Maria Alexandrovna som gifte sig med den engelska drottningen Victorias son Alfred. Därtill var Cruickshank en av dem som förde fotboll till Sverige.